# The Things You Kill
The Things You Kill ist ein Thriller von Alireza Khatami. Die Koproduktion von Frankreich, Polen, Kanada und der Türkei mit Ekin Koç, Hazar Ergüçlü und Ercan Kesal in den Hauptrollen feierte Ende Januar 2025 beim Sundance Film Festival ihre Premiere und kam Ende April 2025 in die türkischen Kinos.

## Handlung
Ali ist Universitätsprofessor in einer türkischen Stadt und führt ein relativ unauffälliges Leben. Er ist mit der Tierärztin Hazar verheiratet. Als Alis Mutter stirbt, beginnt er seinem herumhurenden Vater Hamit gegenüber misstrauisch zu werden. Er fragt sich, ob dieser seine Mutter vernachlässigt und hierdurch ihren Tod beschleunigt hat.

## Produktion

### Filmstab und Besetzung

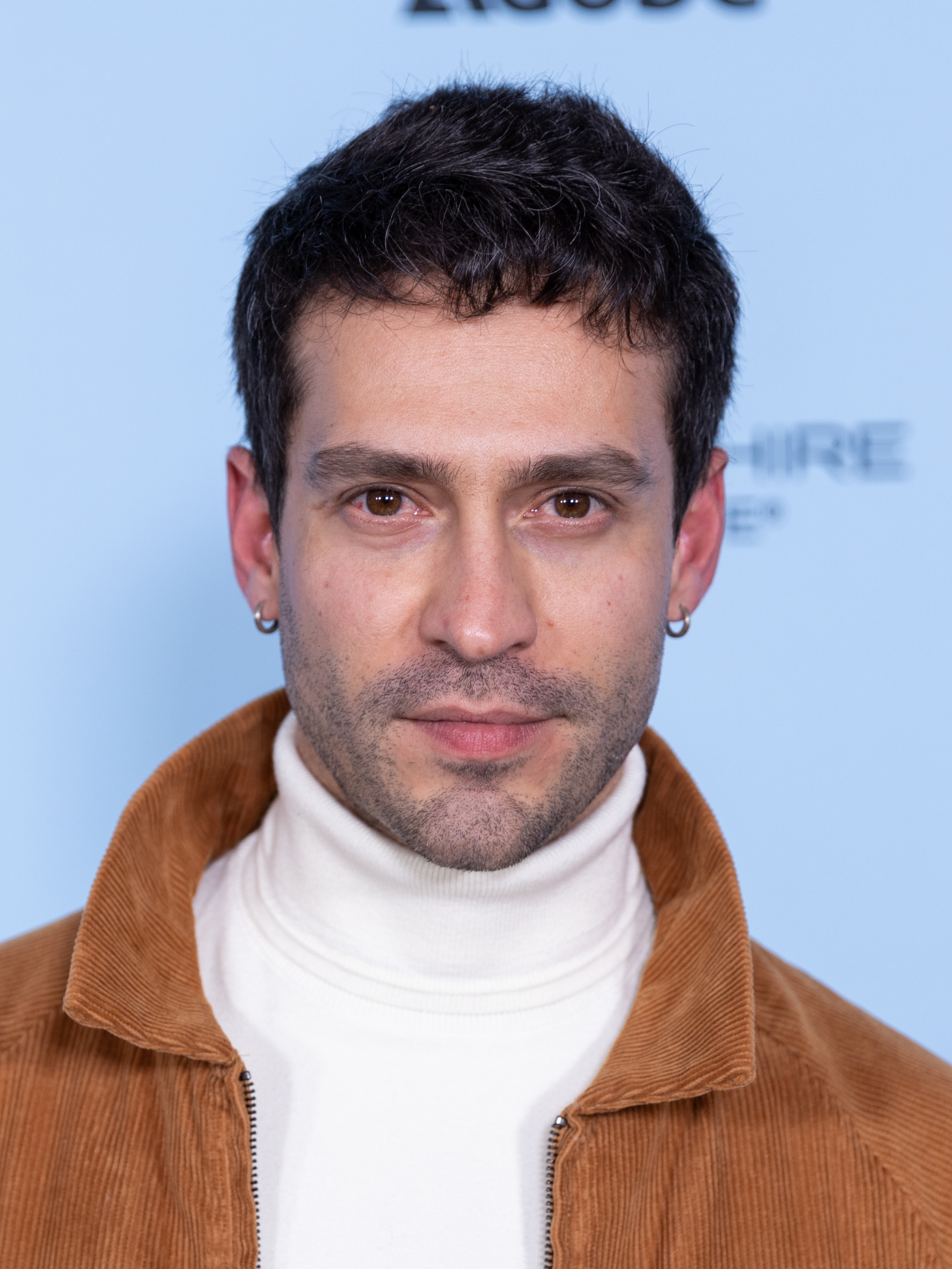
Ekin Koç spielt Ali

Regie führte Alireza Khatami, der auch das Drehbuch schrieb und gemeinsam mit Selda Taskin den Filmschnitt übernahm. Der Iraner ist vor allem für seinen Film Irdische Verse bekannt, bei dem er gemeinsam mit Ali Asgari Regie führte. Es handelt sich bei The Things You Kill, nach Irdische Verse und Los Versos del Olvido – Im Labyrinth der Erinnerung um Khatamis dritten Spielfilm.
Der türkische Filmschauspieler Ekin Koç spielt Ali, sein Landsmann Ercan Kesal seinen Vater Hamit und die Zypriotin Hazar Ergüçlü seine Ehefrau Hazar. In weiteren Rollen sind Doğa Dörtdoğan als Mina, Erkan Kolçak Köstendil als Reza und Güliz Şirinyan zu sehen.

### Veröffentlichung
Die Weltpremiere des Films fand am 24. Januar 2025 beim Sundance Film Festival statt. Anfang Februar 2025 wurde er beim International Film Festival Rotterdam gezeigt und im April beim Istanbul Film Festival. Der Kinostart in der Türkei war am 25. April 2025. Im Juni 2025 wurde The Things You Kill beim South by Southwest London und beim Sydney Film Festival gezeigt. Im Juli 2025 wird der Film bei Nowe Horyzonty vorgestellt. Im August 2025 sind Vorstellungen beim Melbourne International Film Festival geplant und im September 2025 beim Fantasy Filmfest.

## Rezeption

### Kritiken
Bei Metacritic erhielt der Film einen Metascore von 78 von 100 möglichen Punkten. Von den bei Rotten Tomatoes aufgeführten Kritiken sind 96 Prozent positiv bei einer durchschnittlichen Bewertung mit 7,8 von 10 möglichen Punkten.

### Auszeichnungen

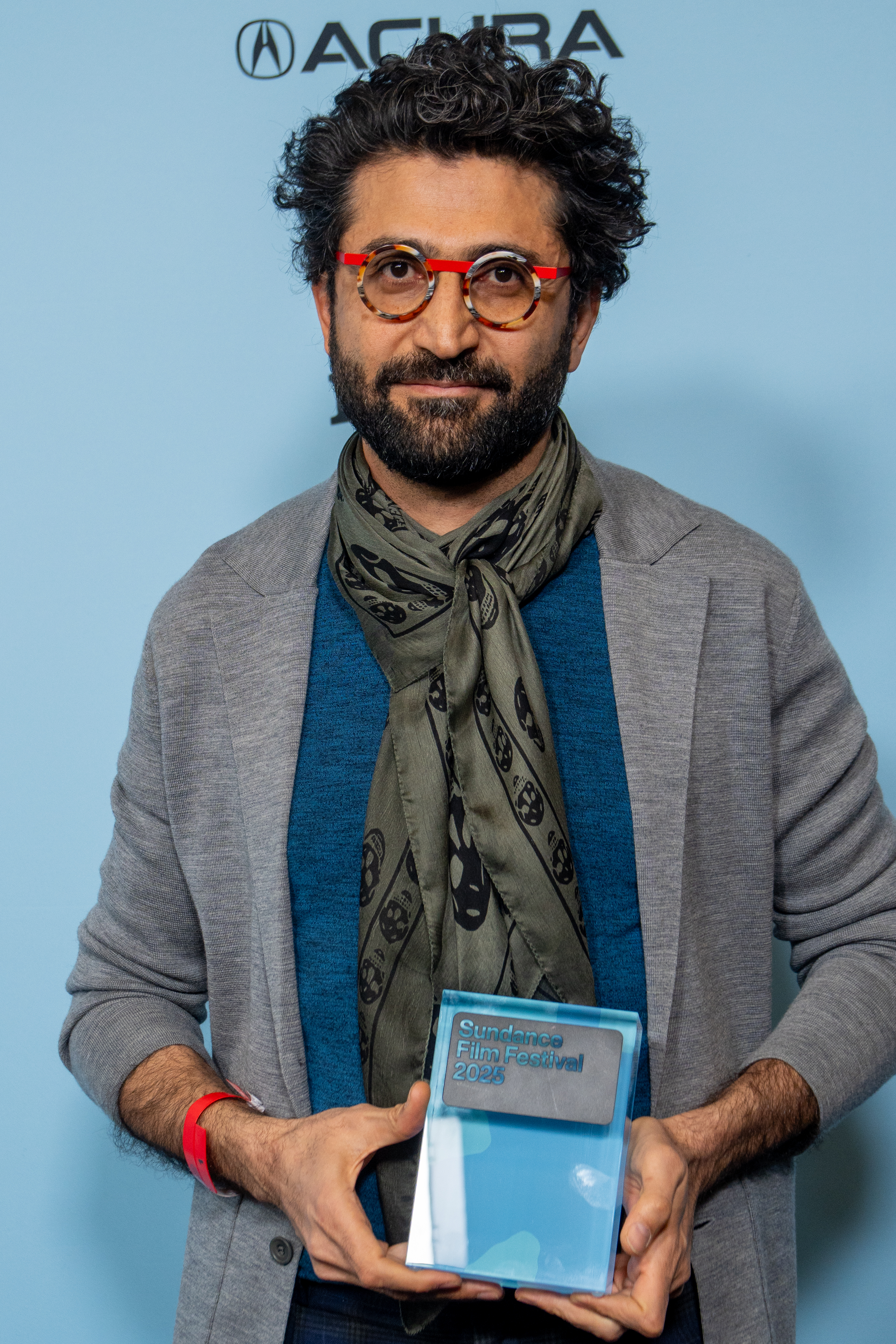
Regisseur Alireza Khatami

Reims Polar International Thriller Film Festival 2025
- Auszeichnung mit dem Jury Prize
- Auszeichnung mit dem Critics’ Prize[11]

South by Southwest London 2025
- Nominierung im Offiziellen Wettbewerb[12]

Sundance Film Festival 2025
- Nominierung für den Grand Jury Prize World Cinema – Dramatic (Alireza Khatami)
- Auszeichnung mit dem Directing Award World Cinema – Dramatic (Alireza Khatami)[13]